# ただ泣きたくなるの
「ただ泣きたくなるの」（ただなきたくなるの）は中山美穂の28枚目のシングル。1994年2月9日にキングレコードからリリースされた。(CDS:KIDS-171)

## 解説
- 表題作は本人主演のTBS系ドラマ『もしも願いが叶うなら』主題歌。
- カップリングは同曲のバージョン違い。このバージョン違いはフジテレビ系音楽番組『MJ -MUSIC JOURNAL-』最終回、テレビ朝日系音楽番組『ミュージックステーション』出演時に披露された。また、コンサートバージョンのアレンジではあるものの、ほぼ同アレンジでNHK音楽番組『ポップジャム』でも披露されている。
- 7回目の出場となる第45回NHK紅白歌合戦で披露された。
- 詞は独身女性が結婚する友達へ捧げた内容であり、結婚式でも使われることが多い。ちなみに、中山自身も結婚式へ参列した際に披露宴で歌ったことを、ラジオ番組で語った。
- オリコンでは1994年5月16日付けでミリオンを達成しており、日本のシングル史上で100番目のミリオンセラー・シングルとなった。オリコン調べによる累積売上は104.8万枚[1]で、中山にとっては『世界中の誰よりきっと』（「中山美穂&WANDS」名義）以来2作目（単独名義では初）のミリオンセラーとなった[1]。
- 22ndアルバム『Neuf Neuf』に新録セルフカバーが収録された。

## 収録曲
1. ただ泣きたくなるの
  - 作詞: 国分友里恵・中山美穂、作曲・編曲: 岩本正樹
2. ただ泣きたくなるの (Another Edition)
  - 作詞: 国分友里恵・中山美穂、 作曲: 岩本正樹、編曲: ATOM+1
3. ただ泣きたくなるの（オリジナルカラオケ）

## 収録アルバム
- ただ泣きたくなるの
  - Pure White Live '94 - ライブ音源
  - COLLECTION III
  - TREASURY
  - YOUR SELECTION 1
  - Complete SINGLES BOX
  - 中山美穂 パーフェクト・ベスト
  - 30th Anniversary THE PERFECT SINGLES BOX
  - All Time Best

- ただ泣きたくなるの (Another Edition)
  - Complete SINGLES BOX
  - 中山美穂 パーフェクト・ベスト2
  - 30th Anniversary THE PERFECT SINGLES BOX

- オムニバスアルバム
  - Beautiful Songs〜those were the days
  - 涙
  - Eve〜Songs For Sweet Memories
  - AGAIN〜女性ヴォーカリスト・スペシャル・セレクション〜
  - クライマックス ロマンティック・ソングス
  - Around40〜アラフォー〜
  - あの日の恋のうた
  - J-ポッパー伝説涙 [DJ和 in No.1 J-POP MIX] - 短く編集され、前後の曲とクロスフェードしている。
  - 胸キュン90's 〜ひとりで聴きたい恋の唄〜
  - 歌姫〜BEST女性ヴォーカリスト〜
  - ONE SCENE〜LOVE SO SWEET〜

## カバー
- 作曲者が、アニメ『フルーツバスケット』の音楽を担当しており、別アレンジのインストゥルメンタルで使用された。2001年10月30日発売のアルバム『フルーツバスケット－四季－』（キングレコード/KICA-560）に「ただ泣きたくなるの (Orchestra Version)」として収録された。
- 国分友里恵 - アルバム『憧憬-あこがれ-』に収録（作詞者によるセルフカバー、歌詞が一部異なる）
- 今井ゆうぞう - カバーアルバム『君と歩いた時間』に収録
- 井上昌己 - カバーアルバム『回想録～Calling 90's～』に収録
- ジョンフン（キム・ジョンフン） - カバーアルバム『VOICE』に収録
- 柴咲コウ - カバーアルバム『こううたう』に収録
- May J. - カバーアルバム『Sweet Song Covers』に収録
- YORI（LipB（ベトナム語版）） - ミニアルバム『Love You Want You』に収録[2]